# Hans von Zwehl
Johann Hans von Zwehl (Osterode, 27. srpnja 1851. -  Berlin, 28. svibnja 1926.) je bio njemački general i vojni zapovjednik. Tijekom Prvog svjetskog rata zapovijedao je s VII. pričuvnim korpusom na Zapadnom i Istočnom bojištu, te bio guverner Antwerpena.

## Vojna karijera
Hans von Zwehl rođen je 27. srpnja 1851. u Osterodeu. Sin je Alfreda von Zwehla, inače pruskog časnika, i Wilhelmine von Voigts-Rhetz. Vojnu naobrazbu stekao je pohađajući vojnu akademiju u Schwerinu, te je s činom poručnika sudjelovao u Prusko-francuskom ratu. Nakon rata zapovijeda raznim vojnim jedinicama, te u razdoblju od 1880. do 1896. zauzima važne dužnosti u ministarstvu rata. U lipnju 1896. postaje načelnikom stožera XVII. korpusa smještenog u Danzigu, da bi u svibnju 1902. dobio zapovjedništvo nad 30. brigadom smještenom u Koblenzu kada je unaprijeđen u čin general bojnika. U rujnu 1906. Zwehl postaje zapovjednikom 13. divizije smještene u Münsteru, te je promaknut u general poručnika. Na mjestu zapovjednika 13. divizije Zwehl se i umirovljuje u srpnju 1908. godine.    

## Prvi svjetski rat
Na početku Prvog svjetskog rata Zwehl je reaktiviran, te postaje zapovjednikom VII. pričuvnog korpusa koji se nalazio u sastavu 2. armije kojom je zapovijedao Karl von Bülow. Zwehl s VII. pričuvnim korpusom sudjeluje u opsadi i zauzimanju tvrđave Maubeuge za što je 8. rujna 1914. odlikovan ordenom Pour le Mérite. Nakon osvajanja tvrđave Maubeuge, Zwehl s VII. pričuvnim korpusom sudjeluje u Prvoj bitci na Marni nakon čega VII. pričuvni korpus prelazi u sastav 7. armije koja se nalazila pod zapovjedništvom Josiasa von Heeringena. S VII. pričuvnim korpusom Zwehl sudjeluje u Prvoj bitci na Aisnei nakon čega je premješten na Istočno bojište. U prosincu 1916. Zwehl postaje vojnim guvernerom Antwerpena koju dužnost je obavljao sve do kraja rata.

## Poslije rata
Nakon rata Zwehl je ponovno umirovljen. Objavio je nekoliko vojnih udžbenika, te je radio kao službeni biograf Ericha von Falkenhayna. Preminuo je 28. svibnja 1926. godine u 75. godini života u Berlinu. 

## Vanjske poveznice
(eng.) Hans von Zwehl na stranici Prussian Machine

(njem.) Hans von Zwehl na stranici Deutschland14-18.de